# Хогсхед
Хогсхед (англ. hogshead — голова кабана) — мера веса и измерения объёма жидкости, а также название для деревянных бочонков размером с голову кабана. Единица измерения хогсхед зависит от того, что именно измеряется.

## Этимология
Английский филолог Уолтер Скит писал, что слово происходит из германских языков: от голландского oxhooft, датского oxehoved, старошведского oxhuvud и тд. Энциклопедия Британника отсюда делала вывод, что hogshead - это искажённое oxhead.

## Объём слабоалкогольных напитков
Как правило, хогсхед применяли для оценки объёма различных слабоалкогольных напитков — пива, эля и сидра. При измерении таких напитков:
1 хогсхед = 1 ½ барреля = 3 килдеркина = 6 феркинов.
В разные века объём хогсхеда для пива и эля менялся от 48 до 54 галлонов. Так:
- В 1454 году: 1 хогсхед = 48 (эльевых) галлонов эля = 221,82 литров или 1 хогсхед = 54 (эльевых) галлона пива = 249,54 литров.
- В 1688 году: 1 хогсхед = 51 эльевый галлон = 235,68 литров.
- В 1803 году: 1 хогсхед = 54 эльевых галлона = 249,54 литров.
- С 1824 года: 1 хогсхед = 54 английских галлона = 245,49 литров.

## Хогсхед ивино
1 хогсхед = 1/4 тана = 1/2 пайпа (батта) = 3/4 феркина (пуансона, тершина) = 1½ тирса = 2 барреля = 3½ рандлета.
Так как 4 хогсхеда составляют тан, а тан в Великобритании равен 210 английским галлонам, а в США — 252 американским галлонам, то винный хогсхед в Великобритании равен 52,5 галлонам (238,7 литров), а в США — 63 галлонам (238,48 литров).
В Оксфордском словаре 1897 года выпуска указано, что объём винного хогсхеда изменялся также в зависимости от вина, которое им мерили, так как бочонки в которых перевозили вино разных марок были традиционно разного размера. Так:
- 1 хогсхед бордо или мадеры = 46 галлонов,
- 1 хогсхед хереса = 54 галлона,
- 1 хогсхед портвейна = 57 галлонов.

## Хогсхед и табак
В колониальные времена табак транспортировали и хранили в бочках, также называемых хогсхедами. Это были очень большие бочки. Стандартная бочка для табака имела 48 дюймов в длину (121,92 см) и 30 дюймов (76,2 см) в диаметре в верхней части. Полностью наполненный табаком, такой хогсхед весил около 1000 фунтов (453,6 кг).

## Хогсхед в массовой культуре
- В серии книг о Гарри Поттере неподалёку от школы Хогвартс имеется деревня Хогсмид (Hogsmeade). В этой деревне есть паб, который называется «Hog’s Head» (в русском переводе «Кабанья голова»).
- В романе Кэролайн Кин "В покоях Синей Бороды" (Bluebeard's Room) контрабандисты использовали изображение головы кабана в качестве символа, маркирующего их секретное убежище, намекая на то, что брэнди и табак, доставляемые контрабандой, транспортировали в бочках, называемых хогсхедами.